# (612911) 2004 XR190
(612911) 2004 XR190 هو كويكب اكتشف في 11 ديسمبر 2004، بواسطة آر. لين جونز.